# Leucophenga hungarica
Leucophenga hungarica is een vliegensoort uit de familie van de fruitvliegen (Drosophilidae). De wetenschappelijke naam van de soort is voor het eerst geldig gepubliceerd in 2000 door Papp.